# Bonifaciu I de Toscana
Bonifaciu I (d. 823) a fost primul margraf de Toscana, între 812 și 823.
Bonifaciu a fost numit guvernator al Italiei de către împăratul Carol cel Mare după moartea fiului acestuia, Pepin de Italia. El a fost comes sau dux de Lucca și este considerat ca primul margraf de Toscana, dat fiind variatele comitate care au fost comasate sub stăpânirea lui: Pisa, Pistoia, Volterra și Luni. Prima sa atestare este consemnată în martie 812.
El a lăsat un fiu, Bonifaciu, care a devenit margraf de Toscana, un altul numit Berard, care l-a sprijinit pe fratele său în apărarea Corsicii, precum și o fiică, Richilda, devenită abatesă la mănăstirea Sfinților Benedetto și Scolastica din Lucca.